# وادي المعاذر
وادي المعاذر أحد وديان في العراق يقع في الصحراء الغربية في محافظة الانبار غرب العراق 
حوض الوادي هو أحد الأحواض الواقعة في وسط الصحراء الغربية في الجزء القريب من بحيرة الرزازة ضمن منطقة الوديان السفلى، تبلغ مساحته (51,700 كم) ويبلغ طوله (18,500 كم) حيث ينبع ويجري داخل الحدود العراقية ويتصدر شرقاً ويبلغ أعلى ارتفاع له 70م واقل ارتفاع له 30م من مستوى سطح البحر.
منطقة حوض الوادي تتميز بطابعها الهضبي القليل الارتفاع إذ بلغ اعلى ارتفاع في الحوض (70م) فوق مستوى البحر عند متابعة في الاجزاء العليا والواقعة في الجزء الغربي منه وتنحدر بشكل تدرجي باتجاه الشرق والجنوب الشرقي عند المصب حيث يبلغ ارتفاع الحوض عنده (30م) عند مستوى سطح البحر وهذه الاحواض تكون جافة في حين تمتلئ بالمياه في موسم تساقط المطر ونتيجة لطبيعة انحدارها باتجاه الشرق والجنوب الشرقي فان الرواسب تنتقل من المنطقة الغربية للحوض باتجاه حافة بحيرة الرزازة.